# 中国人民解放军50式军服

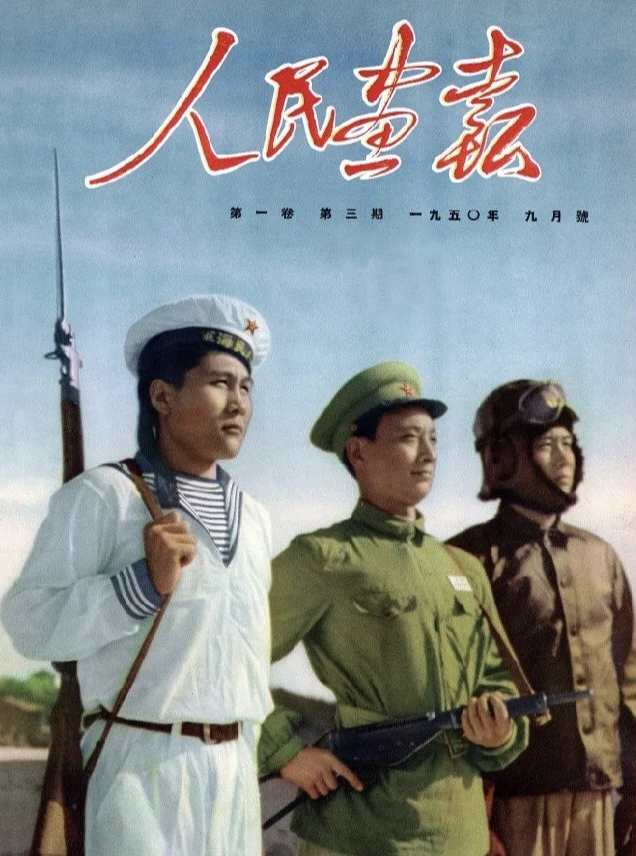
身着50式军服的中国人民解放军士兵（人民画报）

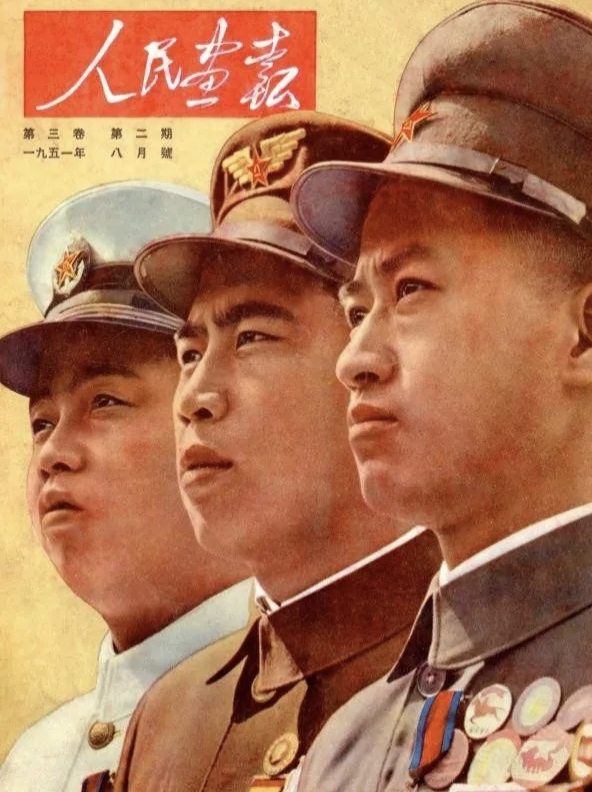
身着50式军服的中国人民解放军军官（人民画报）

中国人民解放军50式军服是在中华人民共和国成立后中国人民解放军首次装备的统一制式军服，由于在1950年审批通过，故称50式军服。

## 概述
中华人民共和国成立后，中国人民解放军迅速从一个近乎于单一军种的部队发展至海陆空军种齐全的部队。为了统一全军的制服，解放军总后勤部组织设计出了新的军服和帽徽，并经过当时的中央军委主席毛泽东，副主席刘少奇，朱德，周恩来审批后，于1950年1月4日正式实行。1950 年 4 月开始正式下发部队。

## 服装
50式军服是中国人民解放军最早的全军统一的制式军服。按陆海空三军，干部，战士，男军人，女军人，夏服，冬服来区分。50式的显著特点是在中国人民解放军的历史上首次制定了礼服的服装系列。但是由于当时条件所限，礼服和常服也仅仅是通过不同的布料和纽扣来区分。

### 陆军

#### 礼服
陆军礼服使用草绿色大檐帽，（1951增设解放帽）草绿色前开襟上衣，上衣有五个铜扣，和两个无袋扣的上挖袋。裤子则是西裤，并配有皮鞋。礼服最初由卡其布制作，1950年8月后改为使用呢子制作。

#### 常服

##### 干部常服

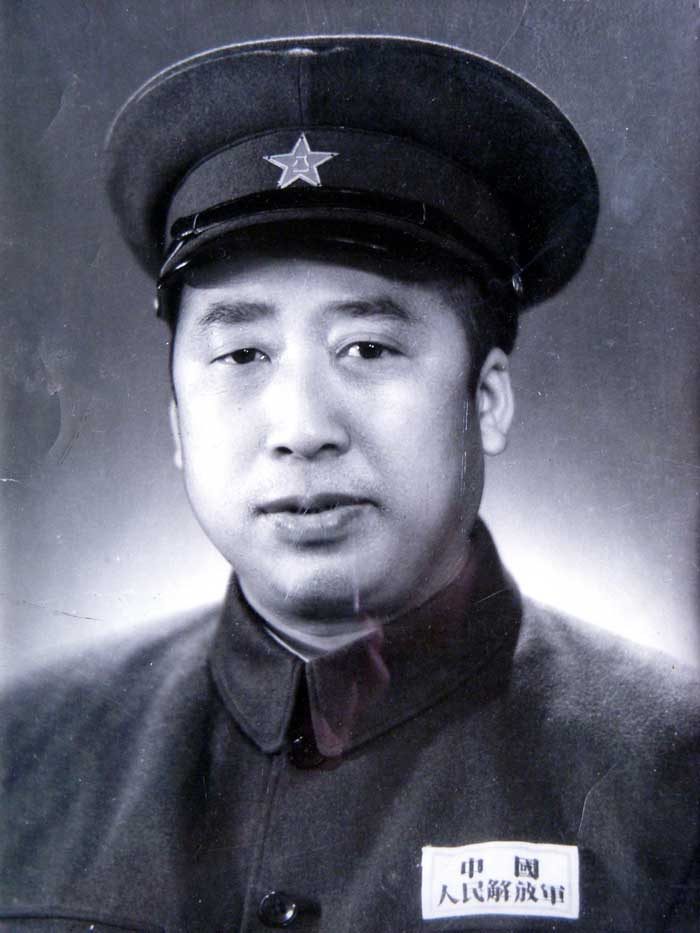
身着50式干部军服（呢子面料）的滕代远

干部常服样式基本与礼服相同，只是纽扣由铜扣换成了胶木扣。常服初期由浅黄绿色布制作。1950年8月后，团级以上干部改为草绿色呢子布料制作、冬服团级以上干部与夏服基本相同，营级以下干部的冬服则由同样式的棉袄，冬天戴有檐栽绒帽或棉帽。

##### 战士常服
陆军战士常服使用大檐帽，浅黄色前襟半开口套头衫，前襟开口缀有三颗胶木扣，立翻领，紧袖口，散下摆，胸前有两个有袋口的上挖袋。裤子使用西裤，配布鞋，冬服为前开襟棉袄，戴有檐棉帽。1951年增加解放帽，1952年取消套头衫，改用前开襟军服，戴解放帽。

### 海军

#### 礼服
海军礼服使用前开襟藏蓝色服装，大檐帽，基本样式同陆军礼服相同。
海军舰艇礼服使用前开襟漂白色服装，配漂白色西裤，大檐帽，使用斜纹布制作。

#### 常服

##### 干部常服
样式与陆军基本相同，颜色冬季为全蓝，夏季为上白下蓝。舰艇干部和岸勤营级以上干部冬季为呢子布料，其他为普通布料。

##### 战士常服
海军战士常服使用水兵服，冬服颜色为全蓝，使用呢子布料。夏服为上白下蓝，使用普通布料。佩戴50式水兵帽，帽墙上写有“中国人民海军”字样。岸勤战士常服使用蓝色前开襟服装，戴解放帽。

### 空军

#### 礼服
空军礼服基本样式与陆军相同，颜色为上草绿下藏蓝。

#### 常服
空军常服与陆军样式基本相同，颜色为上草绿下藏蓝。战士常服与干部常服并无太大区别。

### 女军人服装
女军人军服夏服使用套头式长袖连衣裙，立翻领，中腰有布制腰带，裙子下摆长及膝盖以下，另配有短裤。陆，空军连衣裙为全黄绿色，海军连衣裙为全藏蓝色。冬服为列宁服，小翻领，大开襟，双排十粒扣，配有西裤。军帽为大檐帽/檐皮帽/栽绒帽/棉帽。

## 配饰
50式军服的配饰有胸章，帽徽，纽扣。

### 胸章

50式胸章

50式胸章为中国人民解放军装备的最后一款布制胸章，样式为红色长方形框，框内则写有“中国人民解放军”字样(朝鲜战争中的中国人民志愿军则使用不同的字样）‘

### 帽徽
50式帽徽共有四种类型，主要图案为中国人民解放军军徽。陆军和海军战士帽徽为单独的八一军徽，空军军徽则在八一军徽的两测增添飞翼形状的装饰。海军干部八一帽徽为水滴型，以蓝色为底色，船锚被背景，船锚则分有白色与铜黄色的区别。（高级军官的帽徽由铜制成，并镀金）
| 中国人民解放军 50式军服帽徽 | 帽徽 | 帽徽（另一版本） |
| --------------------------- | ---- | ---------------- |
| 陆军                        |      |                  |
| 空军                        |      |                  |
| 海军                        |      |                  |

### 纽扣
陆军军服纽扣多带有松枝和麦穗为装饰图案，海军纽扣则在此基础上增添了船锚，空军纽扣主图案则改为了八一五星飞鹰双翅扣。（金色的为礼服纽扣，棕色的则为常服纽扣）
| 陆军 |
| 海军 |
| 空军 |